# Phosphore (magazine)
Pour l'élément chimique, voir Phosphore.
 (juin 2022).
L'article doit être relu — et modifié si nécessaire — par des contributeurs indépendants pour apporter un regard critique aux contributions effectuées en violation des conditions d'utilisation de Wikipédia, tant sur la forme (notamment concernant le style encyclopédique, la proportionnalité) que sur le fond (la neutralité de point de vue, la qualité et l'indépendance des sources).
 (novembre 2018).
Si vous disposez d'ouvrages ou d'articles de référence ou si vous connaissez des sites web de qualité traitant du thème abordé ici, merci de compléter l'article en donnant les références utiles à sa vérifiabilité et en les liant à la section « Notes et références ».
Phosphore est un magazine édité par le Groupe Bayard depuis 1981 et destiné aux lycéens, à partir de 15 ans. Il fait partie des magazines généralistes de Bayard jeunesse, comme Pomme d'api, Astrapi et Okapi. Mensuel à sa création, il devient bimensuel en 2018, puis hebdomadaire en version numérique en 2025. Le magazine a pour objectifs d'aider les lycéens à acquérir des connaissances sur l'actualité internationale, de les informer sur les débats de société, de présenter des articles avant-gardistes ainsi que des idées et/ou astuces pour le quotidien.
Chaque année, le magazine sort trois numéros spéciaux pour aider ses lecteurs à préparer leur orientation et leur avenir : « Le Guide des métiers », « Le Guide des études sup' » et « Le Guide pour réussir ses examens ».
En janvier 2025, la parution de l'édition papier s'arrête avec le N° 590 daté au 15 janvier 2025 et le magazine devient hebdomadaire dans un format intégralement numérique,.

## Contenu
(novembre 2018).
- Si vous ne connaissez pas le sujet, laissez ce bandeau (vous pouvez alors contacter les auteurs).
- Si vous supprimez le contenu mis en cause (vous pouvez préalablement contacter les auteurs),

argumentez précisément cette suppression dans la page de discussion
(un manque de référence n'est pas un argument ; une recherche réelle de référence doit avoir été effectuée, être formellement documentée).
Le magazine Phosphore est créé dix ans après Okapi.
Il contient des informations utiles à la réussite scolaire. Auparavant Phosphore se présentait davantage comme un  « document parascolaire », il a depuis pris la forme d'un journal, ciblant un public plus jeune, particulièrement des collégiens et des lycéens, avec une approche de sujets d'actualités qui se démarque du format journal d'actualités type. 
Il aborde des sujets que l'on retrouve dans les programmes scolaires. De plus, il accompagne les élèves durant la totalité de leur parcours scolaire : la rentrée, les préinscriptions, les différents diplômes , etc..
Le magazine contient dans ses premières pages une rubrique concernant la culture générale dite « moderne ». Cette rubrique est consacrée notamment à la culture musicale, cinématographique, littéraire et politique. Le magazine dispose également d'une rubrique « questions - réponses » (« Vous avez des questions ? Nous avons des réponses ») abordant des problématiques d'actualités (et scolaires).
La promesse[Quoi ?] de Phosphore, au début des années 1980, c'était de réussir ses « années lycée ». Aujourd'hui, la devise de la revue est « Phosphore, le mag qui t'éclaire ».

## Équipe[6]
- Directeur de la publication : Pascal Ruffenach
- Directrice de la presse jeunesse et des rédactions : Nathalie Becht
- Rédactrice en chef : Victoria Jacob
- Directeur artistique : Magnus Harling

## Diffusion
La diffusion totale est en augmentation constante jusqu'en 2012 et diminue à compter de l'année suivante. La diffusion du titre se compte à partir du 1er juillet jusqu'au 30 juin de l'année qui suit.
- 2009/2010 : 45 521 exemplaires
- 2010/2011 : 45 918 exemplaires
- 2011/2012 : 48 977 exemplaires
- 2012/2013 : 49 999 exemplaires
- 2013/2014 : 44 366 exemplaires
- 2014/2015 : 39 669 exemplaires
- 2015/2016 : 35 020 exemplaires
- 2016/2017 : 31 498 exemplaires
- 2017/2018 : 27 803 exemplaires

## Application, chaîne YouTube et coaching

### Give Me Five
Une application mobile qui, 5 jours par semaine propose 5 actualités à lire en 5 minutes dès 17h05. Chaque jour, l'application aborde des sujets divers : France, Monde, Science, Sport, Culture ou encore Économie. L'application a gagné un « Trophée des Apps et de l'Internet Mobile 2017 ».

### La chaîne YouTubePhosphore
Elle propose 7 séries originales : 
- Adam Croque l’Info : débats d’actu avec l'étudiant youtubeur Adam Bros[11]
- ASQ : les youtubeurs Nadjélika et Sacko répondent aux questions les plus intimes des lecteurs
- Mon métier en 2 minutes : un(e) jeune professionnel(le) raconte son métier en lien avec les professions présentées dans le magazine en kiosque
- "Mes études en 3 minutes" : un(e) étudiant(e) présente son école pour faire découvrir aux jeunes les différentes écoles, filières et voies professionnelles qui existent.
- "Infox ? Ripostes !": le youtubeur Thomas Gautier et des scientifiques décodent le vrai du faux sur de nombreuses fake news[12]
- "Point de vue" : Un journaliste apprend aux jeunes à décrypter les photos d'actu[13]
- "Mon bac français en poche" : la youtubeuse Jenna aide les lycéens à réviser les classiques de la littérature pour l'épreuve du bac de français[14]

### Le CoachingPhosphore
Un service payant de coaching orientation personnalisé destiné aux jeunes de 15 à 25 ans. Les séances de coaching sont conçues et animées par des psychologues et coachs d'orientation expérimentés.